# Monique Wismeijer
Monique Wismeijer (ur. 21 października 1978 w Amsterdamie w Holandii) – holenderska siatkarka.
Obecnie występuje w drużynie TVC Amstelveen.

## Sukcesy reprezentacyjne
- Wicemistrzostwo Europy (2009)